# Județul Tiraspol
Județul Tiraspol a fost unul dintre cele 13 județe care au făcut parte din Guvernământul Transnistriei, regiune aflată sub administrație românească între anii 1941 și 1944.

## Istoric
În urma Revoluției din Octombrie, Imperiul Țarist cade iar România se unește cu Basarabia. La 21 martie 1919, în urmărirea bandelor bolșevice, românii trec Nistrul și ocupă pentru scurt timp Tiraspolul și Razdelnaia. 
La Conferința de Pace de la Paris, România nu a reclamat Transnistria.
În 12 octombrie 1924 se creează Republica Autonomă Socialistă Sovietică Moldovenească în cadrul Ucrainei, capitala fiind declarată Chișinăul aflat în România. Uniunea Sovietică o să reanexeze Basarabia în anul 1940, ca urmare a Pactului Ribbentrop-Molotov. 
Pe 1 septembrie 1941, România alăturată Axei atacă Uniunea Sovietică.
La 19 august 1941, este dat Decretul nr. 1 privind înființarea Administrației civile a Transnistriei. Acesta prevedea limitele teritoriale și numirea Guvernatorului civil al Transnistriei în persoana profesorului universitar Gheorghe Alexianu, care-și avea sediul provizoriu la Tiraspol. Pe 30 august 1941, a avut loc semnarea acordului româno-german numit: „Înțelegeri: asupra siguranței, administrației și exploatării economice a teritoriilor dintre Nistru și Bug (Transnistria) și Bug-Nipru (regiunea Bug-Nipru)”. 

## Recensământul din 1941
| Județul Tiraspol   | Număr locuitori | Români | Germani | Ucraineni | Ruși   | Evrei | Bulgari | Tătari | Polonezi | Ruși-Lipoveni | Alții |
| ------------------ | --------------- | ------ | ------- | --------- | ------ | ----- | ------- | ------ | -------- | ------------- | ----- |
| Orașul Tiraspol    | 17.014          | 1.285  | 212     | 9.556     | 5.687  | 50    | 86      | 9      | 66       | 8             | 55    |
| Total mediul rural | 172.795         | 47.142 | 32.060  | 64.839    | 16.453 | 35    | 11.987  | 12     | 111      | 5             | 151   |
| Total județ        | 189.809         | 48.427 | 32.272  | 74.395    | 22.140 | 85    | 12.073  | 21     | 177      | 13            | 206   |

## Componență
Reședința județului Tiraspol se găsea la Tiraspol.
Restul teritoriului din județ era împărțit în raioanele: Grosulova,Razdelnaia, Selz, Slobozia, Tebricovo și Tiraspol.